# Casa Nova de la Tria
La Casa Nova de la Tria és una masia al sud-oest del terme municipal de Sant Boi de Lluçanès (Osona) catalogada a l'Inventari del Patrimoni Arquitectònic de Catalunya.

## Arquitectura
Es tracta d'un edifici amb teulada a dues vessants amb el desaigue lateral a la façana principal. L'edifici originari de planta quadrada fou allargat posteriorment. Al costat esquerre de la façana principal hi ha un portal que forma la lliça i dona pas a la pallissa i als graners. A la façana principal hi ha un portal adovellat datat el 1694, al costat hi ha tres graons de pedra amb lloses per muntar a cavall. A sobre hi trobem dues finestres al mig de les quals hi ha l'escut de la família Tria. Totes les finestres són allindades amb muntants i ampits de pedra treballada. L'any 1753 va haver-hi una restauració i ampliació. En resta constància per la data que es troba a la llinda de la cuina. El material emprat, blocs de pedra, considerablement grans, li donen un gran solidesa.

## Història
Sabem que des del 1714 ja no hi habitaven els amos. Els masovers surt a fer de testimoni en una venta de Busquets i Mascarella.